# 気質物
気質物（かたぎもの）は、江戸時代の浮世草子の一種である。特定の職業や身分を設定し、そこに続する人々の特徴的な性格を描いた風俗小説である。

## 歴史
江島其磧の『寛闊役者片気』が気質と題名を付けた初作だが、内容としては坂田藤十郎の死をあてこんだ好色物である。実質的な気質物の第1作は其磧の『世間子息気質』である。井原西鶴『本朝二十不孝』の影響が大きいが、『本朝二十不孝』よりも人間の性格と気質を題材にした点で画期的な作品だった。『世間娘気質』『浮世親仁形気』も人気を博し、様々な模倣作も刊行された。
享保以後の浮世草子は時代物が主流となり、気質物は一時期廃れるが、多田南嶺が再び気質物を手がけると再び刊行作品が増え始め、明和・安永期は気質物の刊行数が時代物の刊行数を圧倒する。その後は、不自然な内容や技巧主義、単なる町人集成にとどまり、衰退した。

## 気質物の浮世草子一覧
江島其磧
- 『寛濶役者片気』（1711年頃）[1]
- 『世間子息気質』（1715年）[1]
- 『世間娘容気』（1717年）[1]
- 『浮世親仁形気』（1720年）[1]
- 『世間手代気質』（1730年）[1]
- 『諸商人世帯気質』（1736年）[3]
- 『賢女心化粧』（1745年）[3]

そのほか『和漢遊女容気』もあったものの、これは一代男の後日譚であった。
多田義俊
- 『鎌倉諸芸袖日記』（1743年）[1] - 多田南嶺名義
- 『世間母親容気』（1752年）[1][5] - 南圭梅嶺名義

上田秋成
- 『諸道聴耳世間猿』（1766年）[1]
- 『世間妾形気』（1767年）[1]

不明
- 『世間長者気質』（1754年）[3] - 其笑・瑞笑の連名名義で自笑の遺作を補ったものとされる[3]。
- 『略縁記出家気質』（1769年）[3] - 四代目自笑名義

永井堂亀友（兵作堂）
- 『風俗俳人気質』（1763年）[6]
- 『当世銀持気質』（1770年）[6]
- 『風流茶人気質』（1770年）[6]
- 『世間姑気質』（1772年）[6]
- 『赤烏帽子都気質』（1772年）[6]
- 『小児養育気質』（1773年）[6]
- 『世間旦那気質』（1773年）[6]
- 『笑談医者気質』（1774年）[7]
- 『世間仲人気質』（1774年）[7]

増谷大梁
- 『世間化物気質』（1770年）[7]
- 『世間傾城気質』（1771年）[7]

大雅舎其鳳
- 『当世宗匠気質』（1773年）[8]
- 『滅多無性金儲気質』（1775年）[8]

## 明治・大正
明治時代よりは小説神髄の影響を受けた当世書生気質の登場によって「当世〇〇気質」という書が複数登場した。
- 『当世書生気質（坪内逍遥）
- 『当世商人気質』（饗庭篁村）
- 『当世権妻気質』（苔の屋一心）
- 『当世会社気質』（奥村柾兮）
- 『当世職人気質』（暁花園霞柳）
- 『当世ハイカラ気質』（花の本詩庵）
- 『当世女生気質 松の巻』（稲岡奴之助）
- 『当世奥様気質』（福田琴月）
- 『当世細君気質』（原題: That Wife of Mine、佐々木邦訳）
- 『当世良人気質』（原題: That Husband of Mine、佐々木邦訳）
- 『当世気質新奥様』（黒田湖山）
- 『当世大学生気質』（東京帝国大学新聞社 編）